# Mobsters (Fernsehserie)
Mobsters ist eine US-amerikanische Dokumentarfilmreihe des Senders The Biography Channel.

## Handlung
Die Serie dokumentiert die rücksichtslosesten und berüchtigtsten Figuren in der Geschichte des organisierten Verbrechens in Amerika. Sie durchleuchtet das Leben, den Aufstieg oder die Taten berüchtigter Mobster von der amerikanischen Cosa Nostra, der Kosher Nostra und anderen Organisationen. Die Serie glänzt durch  hochwertige Spielszenen, Archivaufnahmen und Interviews mit namhaften Personen wie den Autoren Robert Lacey, Peter Maas, Selwyn Raab, John H. Davis, Marc Lawrence, David E. Kaiser und James Ellroy oder auch Familienangehörigen vereinzelter Gangster und auch diversen Staatsbeamten.

## Episodenliste
| 1 | 28 | 3. April 2007    | 19. Dezember 2008 |
| Episode 01. Jack Ruby Episode 02. Sam Giancana Episode 03. Louis Lepke Episode 04. Sammy “The Bull” Gravano Episode 05. Bugsy Siegel Episode 06. Jimmy Hoffa Episode 07. Genovese: Portrait of a Crime Family Episode 08. Frank Costello Episode 09. Joseph “The Rat” Valachi Episode 10. Meyer Lansky Episode 11. Al Capone Episode 12. Vinnie “The Chin” Gigante Episode 13. Joe Bonanno Episode 14. The Gambinos: First Family of Crime Episode 15. Henry Hill Episode 16. Lucky Luciano Episode 17. Whitey Bulger Episode 18. Murder, Inc. Episode 19. Tommy Lucchese Episode 20. Paul Castellano Episode 21. John Gotti Episode 22. Carlos Marcello Episode 23. Frank Lucas Episode 24. Santo Trafficante Episode 25. Mickey Cohen Episode 26. Tony Spilotro Episode 27. Mob Ladies Episode 28. Nicodemo Scarfo |    |                  |                   |
| 2 | 7  | 2. Oktober 2009  | 20. Dezember 2009 |
| Episode 01. Roy DeMeo Episode 02. Joey Gallo Episode 03. The Westies Episode 04. Nicky Barnes Episode 05. Frank Nitti Episode 06. Tony Accardo Episode 07. The Mob’s Greatest Hits |    |                  |                   |
| 3 | 6  | 3. Dezember 2010 | 21. Januar 2011   |
| Episode 01. Mafia Cops: Louis Eppolito and Stephen Caracappa Episode 02. Danny Greene Episode 03. Albert Anastasia Episode 04. Tommy “Karate” Pitera Episode 05. Anthony “Gaspipe” Casso Episode 06. “Big Joey” Massino |    |                  |                   |
| 4 | 8  | 13. Juli 2012    | 4. September 2012 |
| Episode 01. Mad Dog Sullivan Episode 02. Family Secrets Episode 03. “Mad Sam” DeStefano Episode 04. Dutch Schultz Episode 05. The Iceman: Richard Kuklinski Episode 06. Carmine “The Snake” Persico Episode 07. The Grim Reaper: Greg Scarpa Episode 08. Jimmy “The Gent” Burke |    |                  |                   |